# Saharagalago misrensis
Saharagalago misrensis és una espècie extinta de primat, tal vegada de la família dels gàlags (Galagidae), que visqué al nord d'Àfrica durant l'Eocè, fa entre 33,9 i 38 milions d'anys. Se n'han trobat restes fòssils a la formació de Birket Qarun, a Egipte. Es tracta de l'única espècie del gènere Saharagalago. És conegut a partir de dues dents molars. Es calcula que devia pesar uns 122 g. El nom genèric Saharagalago significa ‘Galago del desert’, mentre que el nom específic misrensis significa ‘egipci’.